# Luis de Grandes Pascual

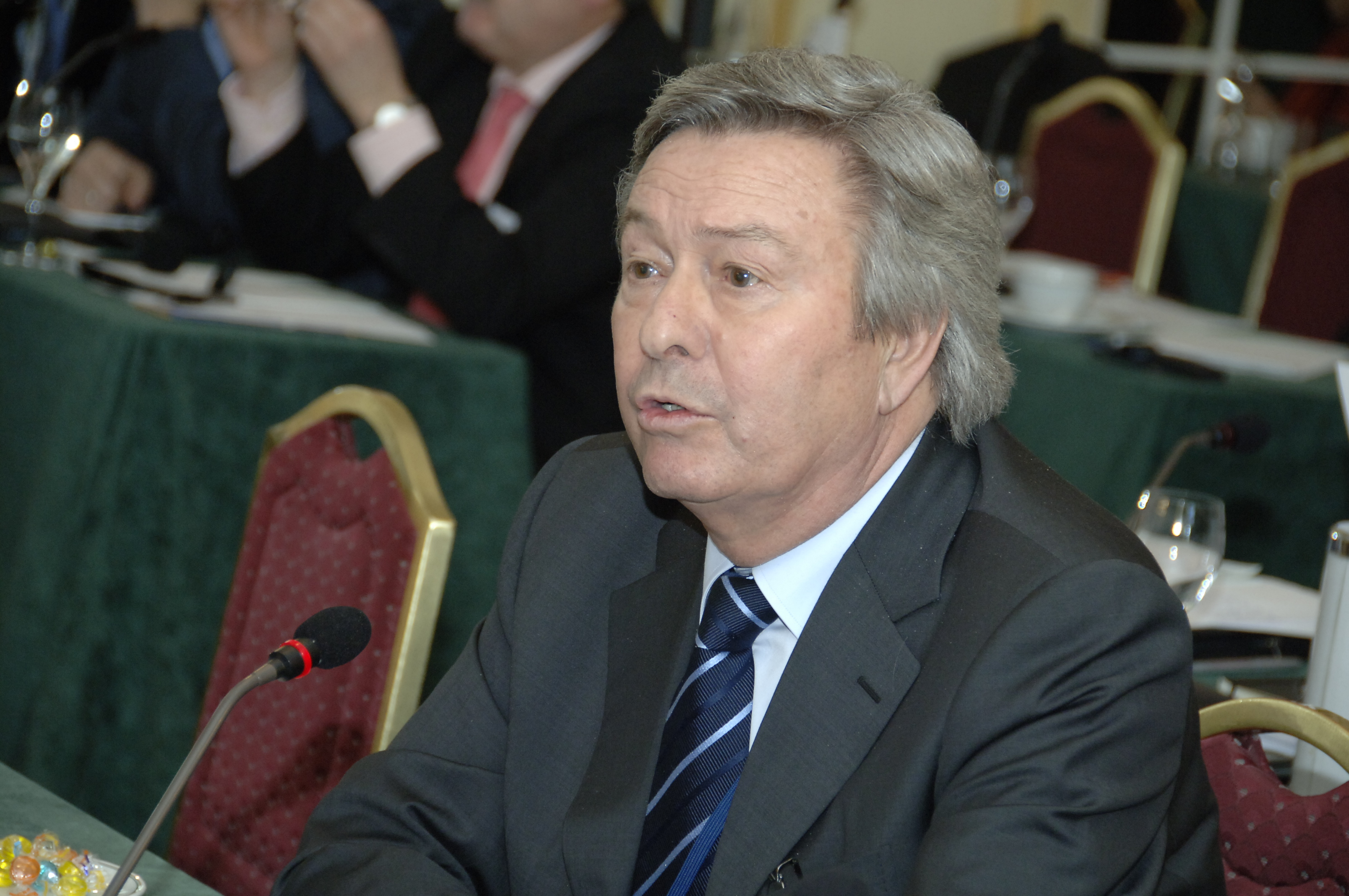
Luis de Grandes Pascual (2008)

Luis de Grandes Pascual (Sigüenza, Guadalajara, 27 de gener de 1945) és un advocat i polític espanyol, diputat al Parlament Europeu. Casat amb María Loreto Alcalá-Galiano Palomares.

## Biografia
Llicenciat en dret i advocat en exercici. Fou elegit diputat per Guadalajara dins les files de la UCD a les eleccions generals espanyoles de 1977 i 1979. Va ser Secretari tercer de la Taula del Congrés dels Diputats i membre de la Comissió Constitucional en la Legislatura Constituent (1977-1979) així com Secretari General per a la Joventut en l'Executiva Nacional d'UCD i Secretari Nacional d'Organització en aquest partit centrista.
Després de la dissolució de la Unió de Centre Democràtic, va formar part del democristià Partit Demòcrata Popular arribant a ser-ne seu número 2 i secretari general. Posteriorment seria membre de la Junta Directiva Nacional del Partit Popular. President del Comitè Electoral Provincial i Regional del PP a Castella-la Manxa. Diputat en les Corts de Castella-la Manxa i portaveu del Grup Popular (1983-1987 i 1991-1995). Fou elegit diputat del PP a les eleccions generals espanyoles de 1986, 1993, 1996 i 2000.
Durant els anys de govern del PP, de 1996 a 2004, fou el Portaveu del Grup Popular al Congrés dels Diputats. Fou elegit diputat a les eleccions al Parlament Europeu de 2004 i 2009. És membre del patronat de la FAES i de la Fundació Humanisme i Democràcia. Des de 2009 és Vicepresident de la Comissió Parlamentària Mixta UE-Xile